# Lexiarca
Lexiarca, en la antigua Grecia, era el nombre que recibía un tipo de magistrados. Más concretamente, eran cada uno de los seis magistrados atenienses encargados de llevar el registro o padrón de los ciudadanos que, por su edad y demás circunstancias, tenían el derecho de administrar libremente sus bienes.
La etimología de la palabra proviene del griego ληξίαρχος (lēxíarkhos), compuesto de λῆξις ("proceso") y ἀρχός ("jefe"). 